# 日本麂眼螺
日本麂眼螺（学名：Microstelma japonica），是中腹足目麂眼螺科Microstelma属的一种。主要分布于台湾，常栖息在浅海沙底。